# Ростковский, Андрей Константинович
Андре́й Константи́нович Ростко́вский (1908 — 2000) — советский архитектор. Лауреат Сталинской премии второй степени (1949).

## Биография
Андрей Ростковский родился 23 января 1908 года в Санкт-Петербурге в семье врача. Учился в средней школе в Санкт-Петербурге и в Москве. В 1926 году поступил на архитектурный факультет Академии художеств в Ленинграде. В 1931 году окончил академию со званием архитектора-художника. Работал в ленинградском Горстройпроекте, где выполнил проект аэропорта и ряд проектов промышленных сооружений.
В 1932 году переехал в Москву, где стал работать в мастерской А. В. Щусева. Был его соавтором в проектировании ряда объектов, среди которых жилой дом Артиллерийской академии на Смоленской набережной, жилой дом архитекторов на Ростовской набережной, гостиница в Сухуми. Совместно с А. В. Щусевым разрабатывал проект реконструкции курорта Псырцха. Самостоятельно выполнил проект Физиотерапевтического института в Сухуми, реализованный в натуре.
Среди довоенных работ А. К. Ростковского комплекс жилых домов на Большой Садовой улице (соавтор А. Я. Изаксон), комплекс жилых домов на Котельнической набережной (соавтор Д. Н. Чечулин). В 1940 году выполнил ряд проектов клубов и домов культуры для колхозов.
В 1936 году преподавал в Московском архитектурном институте, был доцентом группы дипломников, руководимой А. В. Щусевым.
В начале Великой Отечественной войны был призван в армию, служил военным инженером. В 1942 году был отозван из армии и до 1943 года работал в жилищном управлении Мосгорисполкома главным инженером района. Затем перешёл на работу в Мосгорпроект.
В 1942—1945 годах выполнил крупную работу по реставрации зданий Московского государственного университета, а также спроектировал и построил комплекс (ряд корпусов) Московского энергетического института имени Молотова в Лефортове.
В 1946 году вместе с Д. Н. Чечулиным вернулся к работе над проектом ансамбля жилых домов на Котельнической набережной, переделанный в высотный дом (строительство было завершено в 1952 году). В соавторстве с И. А. Чекалиным в 1946—1947 годах спроектировал комплекс из двух жилых корпусов на 160 квартир в районе Щукино (улица Маршала Новикова, 2), а в 1949 году разработал фасад типовой школы проекта Л. А. Степановой.
В сентябре 1949 года постановлением Совета министров СССР «О работе архитекторов Чечулина Д. Н. и Ростковского А. К.» за злоупотребления Ростковский был снят со всех занимаемых административных постов и отстранен от всех градостроительных проектов, кроме проектирования и авторского надзора по дому на Котельнической набережной.
Позднее продолжал заниматься проектированием и строительством в Москве и других городах страны. Разрабатывал проекты реконструкций. Работая в комбинате МОСХФ СССР, проектировал памятники и мемориалы.
В 1967—1972 годах — главный архитектор НИИ-редмет.
Жил в Москве в жилом доме на Котельнической набережной, 1/15.

## Творчество

### Здания
Совместно с Д. Н. Чечулиным в проектной мастерской Моссовета:
- проект застройки правой стороны Можайского шоссе[3]
- проект комплекса жилых домов на Котельнической набережной, частично осуществлённый перед войной[3]
- высотное здание на Котельнической набережной[3]

Совместно с А. В. Щусевым:
- жилые дома на Ростовской и Смоленской набережных[3] (в частности, дом № 12 по Смоленской набережной — жилой дом Наркомата обороны СССР)
- гостиница в Сухуме[3]
- проект реконструкции курорта Псырцха[3]

Совместно с А. Я. Изаксоном:
- жилые дома на Большой Садовой улице[3], № 1—3
- комплекс сооружений Высшей комсомольской школы в Кускове[3]
- МЭИ имени В. М. Молотова[3][1] на Красноказарменной улице, 17

Совместно с А. М. Покорным и Л. К. Комаровой:
- новое здание МВТУ имени Н. Э. Баумана[1] на Лефортовской набережной, 5

А также:
- фасад типового проекта школы Л. А. Степановой (1949, совместно с И. А. Чекалиным)[5]
- комплекс из двух жилых корпусов на улице Маршала Новикова, 2 (1950, совместно с И. А. Чекалиным)[4]
- дом геологов на Смоленской набережной, 2 (1955)[9]
- реконструкция здания Внешторгбанка[1]
- ЦК профсоюзов металлистов[1]
- фабрика-кухня[1]
- посольский особняк[1]
- павильон «Газовая промышленность» на ВСХВ[1]
- музей[1]
- жилой дом ИЭМ
- жилой дом в Балашихе на Парковой улице, 7[уточнить]
- малые архитектурные формы[1]

### Памятники
- Памятник В. И. Ленину в Иванове (1956; скульптор П. 3. Фридман)[10].
- Памятник М. В. Фрунзе в Иванове (1957; скульптор Ю. Г. Нерода)[11]

## Оценки
По мнению архитектурного критика Я. А. Корнфельда, довоенные работы А. К. Ростковского однообразны и имеют черты эклектичности. Послевоенные же его работы «отличаются большой реалистичностью архитектурного замысла, продуманной связью с градостроительными требованиями, углублённым вниманием к жизненным запросам, которым должно удовлетворять сооружение».

## Награды и премии
- Сталинская премия второй степени (1949) — за архитектуру 17-этажного жилого дома на Котельнической набережной в Москве[12]
- Орден Трудового Красного Знамени[7]
- Медаль «За оборону Москвы»[2]
- Медаль «За доблестный труд в Великой Отечественной войне 1941—1945 гг.»
- Медаль «В память 800-летия Москвы»